# 中国民俗学会
中国民俗学会是中华人民共和国民俗学工作者组成的全国性、学术性、非营利性社会团体，1983年5月在北京市成立。

## 历史
早在1930年春，在中山大学民俗学活动的影响下，钟敬文、钱南扬、江绍原等人就在杭州发起成立了杭州中国民俗学会，之后1944年1月31日由顾颉刚、娄子匡等学者在四川重庆又新成立了一个“中国民俗学会”，但都因为时局问题未进行太多或遍及全国的活动。
新的中国民俗学会则是在1982年开始计划筹备组建的，当年6月12日，中国民俗学会筹委会成立，会议于在中央民族学院内的中国社科院民族研究所召开。
1983年5月21日至24日，在北京举行了中国民俗学会成立大会，成立大会上由钟敬文致开幕词，刘魁立代表筹委会汇报筹备经过，之后钟敬文、杨成志、白寿彝、容肇祖、常任侠、马学良在会上做了学术报告，马学良致闭幕词；会上通过了由王文宝起草的《中国民俗学会章程》。同时选举了钟敬文为理事长，杨成志、杨堃、容肇祖、罗致平、白寿彝、马学良等人为副理事长，刘魁立为秘书长，另聘请江绍原、江应樑、季羡林、赵景深、常惠、常任侠、钱南扬、吴文藻、李安宅、吴泽霖、吕淑湘、林耀华、梁钊韬、侯宝林等人为顾问。